# Чинибалаянц, Петр Арменакович
Чинибалаянц, Петр Арменакович (родился 4 июля 1941 г.)  —  советский, российский спортсмен, тренер, общественный деятель, почётный президент Ростовской областной общественной организации «Федерация спортивной борьбы». Заслуженный тренер России.

## Биография
Петр Арменакович родился в Ростове-на-Дону в семье рабочего, был младшим из трёх братьев, так же у него была младшая сестра.
В 1957 году стал членом сборной команды добровольного спортивного общества «Труд», в 1962 году стал чемпионом зонального турнира чемпионата РСФСР, становился чемпионом Ростовской области и первенств центрального совета ДСО «Труд».
С 1963 года на общественных началах помогал тренеру секции борьбы завода «Красный Аксай», на котором начал свою трудовую деятельность.
В 1975 году был избран председателем Ростовской областной федерации классической борьбы.
В 1976 г. окончил Шахтинский технологический институт бытового обслуживания, получил диплом инженера-механика.
Впоследствии работал руководителем Областного управления бытового обслуживания населения Ростовской области, генеральным директором ОАО «Сервисбыттехника», советником председателя правительства Ростовской области.
В 1990 гг. создал в Ростовской области первую в СССР самостоятельную федерацию классической (греко-римской) борьбы, работавшую по принципам хозрасчёта.
2 марта 1993 года на объединительной конференции Федерации спортивной борьбы России стал её вице-президентом.
В 1997 году передал руководство Ростовской областной федерацией греко-римской борьбы Рафаэлю Самургашеву, а сам продолжил работу в качестве почётного президента.

## Спортивные достижения
Пётр Чинибалаянц как руководитель федерации и тренер обеспечивал подготовку спортсменов-борцов высшей категории, в том числе членов сборных СССР, России. За время его руководства федерацией были завоёваны 23 титула чемпионов СССР и 9 титулов чемпионов России, 7 титулов чемпионов Европы, восемь — чемпионов мира, 2 золотых, 1 серебряная и 1 бронзовая медали Олимпийских игр.
В частности, Петр Арменакович был тренером чемпиона мира, чемпиона Европы и члена сборной России Самвела Даниеляна начиная с 1989 года и до того времени, когда Даниелян переехал в Москву.

## Признание
- Заслуженный тренер России по греко-римской борьбе (2000 год)
- Почётный профессор Южно-Российского Государственного Университета Экономики и Сервиса (2001 год)
- Почётный президент федерации спортивной борьбы Ростовской области
- Заслуженный работник бытового обслуживания населения РФ
- Памятная медаль «Почетному члену армянской общины Дона» (За сохранение армянской культуры)
- Благодарственное письмо Министерства по физической культуре и спорту Ростовской области (2010 год)
- Почетная грамота губернатора Ростовской области[3] (2011 год)
- Медаль ордена «За заслуги перед Ростовской областью» (2014 год)
- Знак отличия «За вклад в развитие спорта города Ростова-на-Дону» (2015 год)
- Знак отличия «За заслуги перед городом Ростовом-на-Дону» (2016 год)
- Памятный знак Законодательного Собрания Ростовской области «За развитие парламентаризма» (2016 год)
- Орден  «За заслуги перед Ростовской областью» (2016 год)[8]

Биографии Петра Чинибалаянца посвящена книга Александра Митропольского «Почётный президент».